# Шерстистая крыса Босави
Шерстистая крыса Босави (лат. Mallomys sp.) — вид грызунов, открытый в джунглях Папуа-Новой Гвинеи в 2009 году. Вероятно, относится к роду Mallomys, семейства Muridae, хотя достоверно это ещё не выяснено. Название дано для удобства и пока не является научным.

## История изучения
Вид был открыт во время съёмок фильма «Lost Land of the Volcano» (документальный фильм телекомпании BBC о природе), в кратере потухшего вулкана Босави, на высоте более 1000 метров. Сообщается, что первооткрывателем стал известный биолог Кристофер Хелджен.

## Описание
Крупнейший из известных на сегодняшний день видов крыс. Длина измеренного экземпляра составляла 82 см, а вес около полутора кг. Крыса покрыта серебристой шерстью с густым мехом. Пойманные особи, как и большинство других животных этой изолированной экосистемы, не боялись людей.